# Bible de Mentelin
La Bible de Mentelin est la première des traductions pré-luthériennes en langue allemande de la Bible, et de manière générale la première Bible imprimée en langue vernaculaire (1466).
Elle parut en 1466, seulement dix ans après la Bible en latin de Gutenberg. Johannes Mentelin (†1478), de Sélestat, obtint en 1447 les droits de cité comme Goldschreiber (calligraphe et rédacteur de livres) à Strasbourg. Il n'est pas prouvé qu'il obtint ses connaissances en imprimerie chez Gutenberg. Pour le moins avait-il envoyé son collaborateur Heinrich Eggestein à Mayence, pour apprendre le métier d'imprimeur.

## Galerie

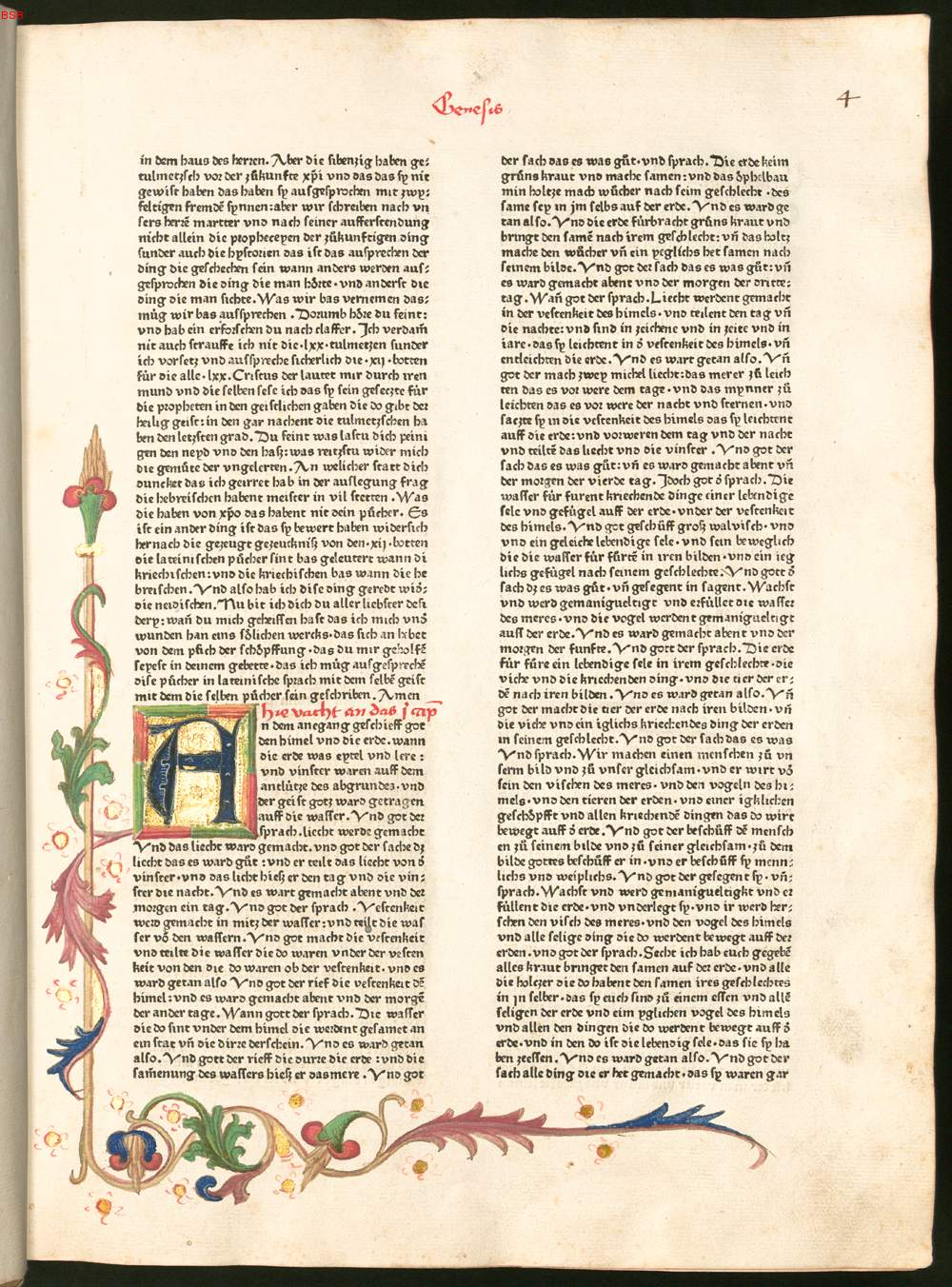
Début de la Genèse.
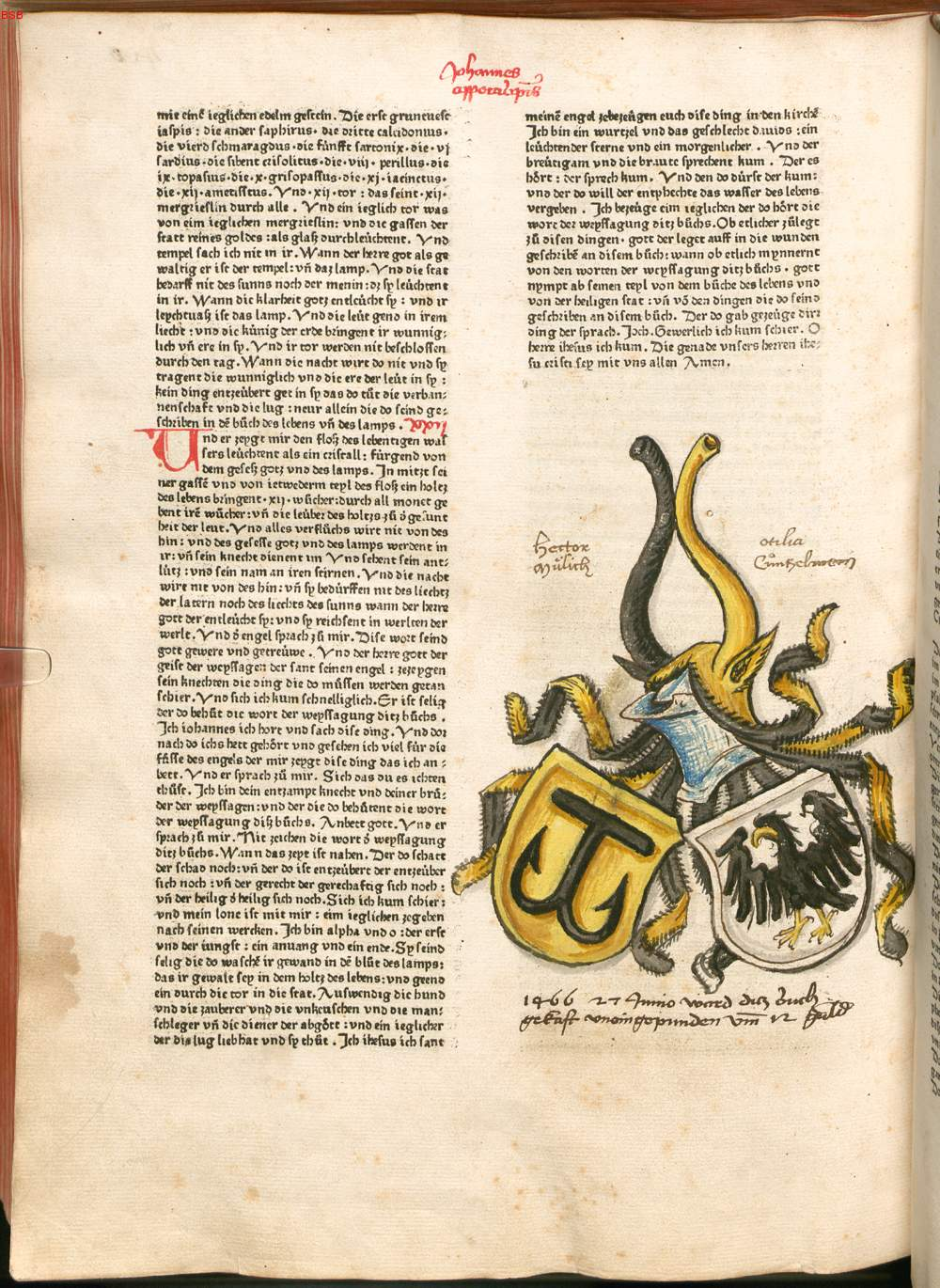
Dernière page avec marque du propriétaire Hektor Mülich.

## Liens
- Notices d'autorité :   - VIAF
  - GND
- Ressource relative à la littérature :   - Incunabula Short Title Catalogue
- La Bible de Mentelin dans le Catalogue des Incunables de la Bibliothèque d'État de Bavière
- Nachweise im Tübinger Inkunabelsystem INKA